# Jonas Valatka
Jonas Valatka (*  1. April 1949 in Sokonys, Rajongemeinde Prienai) ist ein litauischer Politiker.

## Leben
1967 absolvierte Valatka das Polytechnikum Kaunas, 1973 das Diplomstudium der Mechanik am Politechnikos institutas in Kaunas und wurde Ingenieur. Von 1973 bis 1978 war er Lehrer in der Berufsschule. Von 1978 bis 1996 arbeitete er als Ingenieur bei der Projektierung, danach als Direktor im Unternehmen UAB „Kontūras“ und von 2002 bis 2009 beim staatlichen Betrieb VĮ „Lietuvos monetų kalykla“ in Vilnius. Von 1995 bis 1997 war er Mitglied im Rat der Stadtgemeinde Vilnius, und von 1996 bis 2000 im Landesparlament (Seimas).
Von 1989 bis 1999 war Valatka Mitglied der Lietuvos socialdemokratų partija, ab 1999 der „Socialdemokratija 2000“. Seit 2020 ist er Mitglied von Krikščionių sąjunga.